# 関電ビルディング

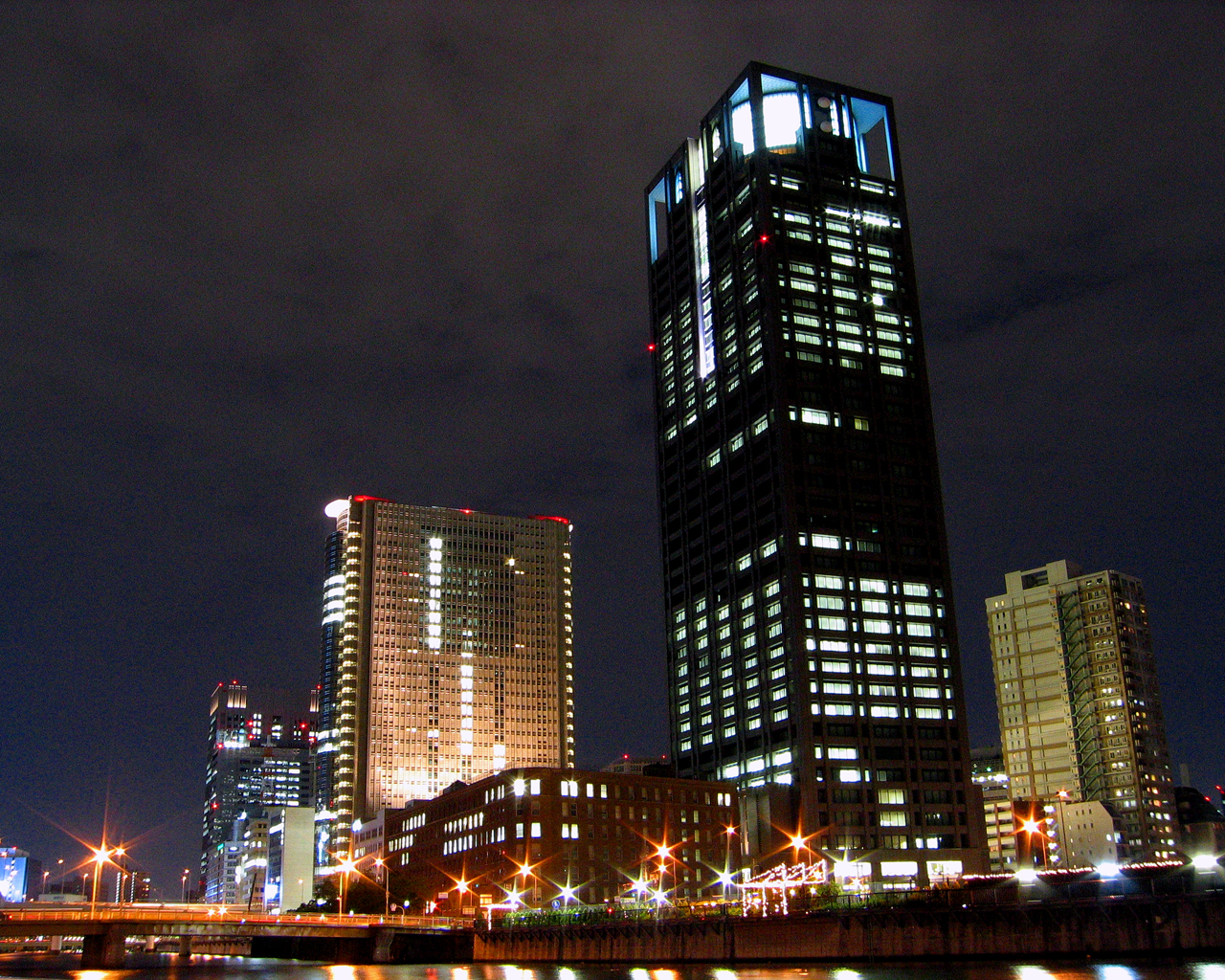
関電ビルディングの夜景

関電ビルディング（かんでんビルディング）は、大阪府大阪市北区の中之島にある超高層ビル。関西電力の本店、及びその関連会社が入居している。なお、関電ビルディングという名のビルは以前にもあったが、中之島3丁目共同開発のために取り壊された。そのため、新ビルの建設期間中から竣工直後にかけては新関電ビルとも呼ばれていた。

## 中之島3丁目共同開発
関電ビルディングはダイビル、関西電力、関電不動産の3社が進めている中之島3丁目共同開発の第一期工事として完成した。このプロジェクトは以下のような3段階に分けて進められた。
- 第一期（2004年完成）：関西電力中之島変電所を移設した跡地に関電ビルディングを建設。関西電力の本店が旧・関電ビルディングからここに移転した。
- 第二期（2009年3月完成）：旧・関電ビルディング跡地に中之島ダイビルを建設。旧ダイビル本館のテナントがここに移転。
- 第三期（2013年2月完成）：旧ダイビル跡地に新しいダイビル本館を建設。

## ビルの特徴

### リブリット
外観上の特徴として、ビル頂部にあるリブリット (liv-lit) というものがある。これは陽が暮れると光り始めて、周囲の風の動きに反応して白い光の列が流れる照明システムであり、周囲の環境情報をリアルタイムに映し出すというコンセプトのもとに作られた。

### 省エネルギー設計
このビルのシステムとしての最大の特徴は、様々な方法で省エネに取り組んでいることである。以下の手法によって一次エネルギーの30％削減を実現し、2005年度・第18回日経ニューオフィス環境賞を受賞した。
窓面から1.8m外に出ている梁・柱
これは庇（ひさし）の機能を果たし、日光を遮蔽することによって冷房負荷を大幅に軽減している。またこの梁・柱の上部に太陽光パネルを置くことによって、太陽光発電も可能になっている。さらに、庇下部から自然の風を内部に導く自然換気もできるようになっている。
タスク・アンビエント空調
このシステムは端的に言うと、タスク（執務者）とアンビエント（部屋）全体との空調を分けるというシステムである。すなわち個人のデスク毎にエアコンの噴出口を設けることによって、各個人は自分にあった温度、風量などを設定できるだけでなく、近くに噴出口があることによってより涼しく、またはより暖かく感じることができる。それによって、アンビエント（部屋）全体の空調の設定温度は緩くできるというシステムなのである。また、タスクごとの噴出口には人を感知するセンサーがついていて、不在時にはエアコンが自動で停止するようにもなっている。
インテリジェント照明
これは、3.6m×3.6mの区画ごとに人を感知するセンサーを設けて、不在時には照明を消灯、減光させるシステムである。
河川水を利用した地域冷暖房システム
これは河川水の温度差をエネルギーとして利用するもので、付近を流れる堂島川・土佐堀川の河川水をヒートポンプの熱源として活用している。簡単に言えば、ビル内の空調用の冷水を河川の冷たい水を利用して作り出すということであり、大気に直接排熱しないためヒートアイランド現象の抑制に大きな効果を発揮している。また、ヒートアイランド現象の抑制のための手段としては、敷地や屋上を緑化していることも挙げられる。

## 交通アクセス
- 京阪中之島線：渡辺橋駅から徒歩4分
- 大阪市高速電気軌道(Osaka Metro)四つ橋線：肥後橋駅から徒歩5分
- 大阪市高速電気軌道(Osaka Metro)御堂筋線：淀屋橋駅から徒歩10分
- 阪神本線：福島駅から徒歩15分
- JR東西線：新福島駅から徒歩10分、北新地駅から徒歩15分
- JR大阪環状線：福島駅から徒歩15分
- JR大阪駅から徒歩20分